# سارا برونفمان
سارا برونفمان (بالإنجليزية: Sara Bronfman)‏ هي ناشطة حقوق الإنسان أمريكية، ولدت في 1976.

## روابط خارجية
- سارا برونفمان على موقع IMDb (الإنجليزية)